# Lucio Apustio Fulón
Lucio Apustio Fulón  fue un político romano, cónsul en el año 226 a. C.
Prevaleció en Roma durante su consulado el pánico a la invasión gala. Los libros sibilinos predecían que los galos y los griegos se apoderarían de la ciudad. Como una forma de contrarrestar la profecía, los pontífices ordenaron que una pareja de galos y otra pareja de griegos fuese enterrada viva en el mercado de bueyes en Roma.
El consulado de Fulón se empleó, en forma completa, en los preparativos para una guerra con los galos y una leva general de los pueblos itálicos.
«Fullo» era un cognomen derivado probablemente de la ocupación de uno de los Apustios como limpiador de telas de lana.